# Daniel F. Steck
Daniel F. Steck (Ottumwa, 1881. december 16. – Ottumwa, 1950. december 31.) az Amerikai Egyesült Államok szenátora (Iowa, 1926–1931).